# ليوناردو شاكون
ليوناردو شاكون (بالإسبانية: Leonardo Chacón)‏ هو تريثلت كوستاريكي، ولد في 29 يونيو 1984 في ليبيريا.

## وصلات خارجية
- ليوناردو شاكون على موقع اتحاد الترياتلون الدولي (الإنجليزية)
- ليوناردو شاكون على موقع اللجنة الأولمبية الدولية (الإنجليزية)
- ليوناردو شاكون على موقع أوليمبيديا (الإنجليزية)